# Johannes Vonderach
Johannes Vonderach, né le 6 mai 1916 à Unterschächen et mort le 10 février 1994 à Altdorf (Uri), est un prélat suisse, évêque de Coire de 1962 à 1990.

## Biographie
Johannes Vonderach est né le 6 mai 1916 à Unterschächen, d'un père hôtelier. Après avoir été au collège à Altdorf, il fait des études de théologie à Milan et à Coire de 1936 à 1940. Il est ordonné prêtre le 7 juillet 1940. Il soutient une thèse de théologie à l'université de Fribourg de 1940 à 1944 et devient chancelier du diocèse de Coire en 1946, puis vicaire général en 1952.
Le 31 octobre 1957, il est nommé coadjuteur du diocèse de Coire, avec droit de succession à Christian Caminada. Il est consacré évêque par le nonce apostolique en Suisse Gustavo Testa le 8 décembre 1957 dans la cathédrale de Coire, assisté par Christian Caminada et Franziskus von Streng.
Le 18 janvier 1962, il devient évêque de Coire. Durant son épiscopat, il participera comme l'un des plus jeunes évêques au concile Vatican II, et lancera à la suite de celui-ci un synode diocésain de 1972 à 1975. N'étant pas grison, il acquiert la bourgeoisie de Medel (Lucmagn).
En 1967, il bénit le mariage de Hans-Adam de Liechtenstein et Marie Kinsky von Wchinitz und Tettau.
En 1987, il demande un auxiliaire au pape, qui lui donnera Wolfgang Haas comme coadjuteur avec droit de succession. Cette nomination engendre un conflit avec le chapitre canonial de la cathédrale de Coire, qui n'a pas été consulté dans cette décision.
Il prend sa retraite pour raison d'âge en 1990, et meurt le 10 février 1994,.